# ジョニー・ジョンソン
ジェームズ・エドガー・”ジョニー”・ジョンソン（James Edgar "Johnnie" Johnson, 1915年3月9日 - 2001年1月30日）は、イギリス空軍(RAF)の軍人で、第二次世界大戦中のエース・パイロット。ドイツ空軍機を34機撃墜した。英空軍公認の撃墜数38機は英空軍トップとなる。RAF認識番号83267。
バトル・オブ・ブリテンには参戦しなかったが、第二次世界大戦中、515回出撃したうち、空中戦での被弾はたった1発であった。撃墜記録の全てが戦闘機であり、戦闘機のみの撃墜数では、ソビエトも含めた全連合軍の中でも最多の記録である。
イギリス人であるが、カナダ人部隊（第144航空団）を率いていたこともあり、同隊のカナダ人からも尊敬されていたという。
乗機・スピットファイアのコードレターには自分のイニシャルJE-Jを記載していた。1943年3月に第127航空団司令に就任後は、コールサイン「グレイキャップ」を用いた。
1966年、少将で退役した。